# دره‌بید (بخش مرکزی کوهرنگ)
دره‌بید روستایی در بخش مرکزی شهرستان کوهرنگ از توابع استان چهارمحال و بختیاری است.

## جمعیت
این روستا در  دهستان دشت زرین قرار دارد و براساس سرشماری مرکز آمار ایران در سال ۱۳۸۵، جمعیت آن ۱۰۴ نفر (۱۸ خانوار) بوده‌است.